# Salomón Rondón
José Salomón Rondón Giménez, noto semplicemente come Salomón Rondón (Caracas, 16 settembre 1989), è un calciatore venezuelano, attaccante del Real Oviedo, in prestito dal Pachuca, e della nazionale venezuelana, della quale è il primatista di gol segnati.
È il miglior marcatore nella storia del Venezuela con 46 gol all'attivo.

## Caratteristiche
È un centravanti dal fisico possente e dotato di una discreta tecnica individuale che sa calciare bene con entrambi i piedi; è inoltre abile nel gioco aereo ed è in grado di difendere bene la palla per fare salire la propria squadra.
Soprannominato El Rey Salomon o Salogol, nel 2010 è stato inserito nella lista dei migliori calciatori nati dopo il 1989 stilata dalla rivista Don Balón.

## Carriera

### Club

#### Gli esordi
Calcisticamente cresciuto nel settore giovanile dell'Aragua, Rondón fa il suo debutto in Primera División venezuelana l'8 ottobre 2006, nella partita persa per 1-3 sul campo del Carabobo; l'8 aprile 2007 segna i suoi primi due gol in carriera nel pareggio per 2-2 contro il Caracas.

#### Las Palmas
Nell'estate del 2008 viene acquistato dal club spagnolo di seconda divisione del Las Palmas, facendo il suo debutto il 16 agosto in una partita amichevole contro il Barcellona B; la sua prima partita ufficiale è invece del 4 ottobre, contro il Deportivo Alavés.
Quasi un anno dopo il suo arrivo, il 2 settembre 2009, segna il suo primo gol ufficiale, in Coppa del Re contro il Cadice, diventando il più giovane marcatore straniero di sempre del club delle Isole Canarie; termina poi la sua seconda stagione con dieci reti in trentasei partite.

#### Málaga
Il 19 luglio 2010 si trasferisce al Málaga per circa tre milioni di euro. Segna il suo primo gol per il club andaluso esattamente due mesi dopo, nella sconfitta casalinga contro il Siviglia. Quattro giorni dopo apre le marcature nella vittoria per 2-0 contro il Getafe.

#### Rubin Kazan'
Il 5 agosto 2012 viene ceduto per 10 milioni di euro al Rubin Kazan'. Il 20 settembre 2012 segna la sua prima doppietta in Europa League contro l'Inter.

#### Zenit San Pietroburgo
Il 31 gennaio 2014 passa allo Zenit San Pietroburgo per 18 milioni di euro. Qui incomincia subito una buona stagione esprimendo al massimo il proprio talento. Segnó dopo poche settimane dal trasferimento contro il Borussia Dortmund ma nonostante tutto non bastò per accedere ai quarti di finale di Champions.

#### West Bromwich Albion
Il 10 agosto 2015 viene acquistato per 17 milioni di euro dagli inglesi del West Bromwich Albion, con cui firma un contratto quadriennale. Il 29 agosto seguente segna il suo primo gol in Premier League, siglando il momentaneo 0-1 contro lo Stoke City al Britannia Stadium.
Il 14 dicembre 2016, nella vittoria per 3-1 contro lo Swansea City al The Hawthorns, realizza la sua prima tripletta in carriera, segnando tutte le marcature su colpo di testa; diventa così il secondo calciatore nella storia del campionato inglese, dopo Duncan Ferguson dell'Everton, a riuscire a segnare tre reti di testa nel corso della stessa partita. Il 20 gennaio 2018 durante la partita di campionato tra Everton - West Bromwich è protagonista suo malgrado di uno spiacevole incidente sul campo di gioco: mentre il calciatore venezuelano si apprestava a calciare la sfera verso la porta, il giocatore irlandese James McCarthy, nel tentativo di recuperare il pallone, frappone la sua gamba destra tra la palla e la gamba sinistra del venezuelano, che scarica un violento colpo sulla sua gamba, fratturandogli accidentalmente tibia e perone.

#### Newcastle
Il 6 agosto 2018 si trasferisce al Newcastle, in uno scambio di prestiti con Dwight Gayle.

#### Dalian Yifang
Il 19 luglio 2019, viene ingaggiato dal club cinese del Dalian Yifang, che paga la clausola rescissoria del calciatore venezuelano, 18 milioni. Il giorno successivo va a segno al debutto con la maglia del Dalian segnando la rete del pareggio finale 3-3 in trasferta contro il Tianjin Teda. Il 2 agosto successivo segna la sua prima doppietta nel campionato cinese nella vittoria del Dalian in trasferta per 3-1 contro il Chongqing Lifan.

#### CSKA Mosca
Il 15 febbraio 2021 viene ceduto in prestito al CSKA Mosca. Facendo così ritorno dopo oltre cinque anni, nel campionato russo.

#### Everton
Il 31 agosto 2021 viene acquistato dall'Everton.

### Nazionale
Ha debuttato con la Vinotinto il 3 febbraio 2008 in un'amichevole giocata contro Haiti. Mentre la sua prima rete in nazionale avviene il 23 marzo seguente nell'amichevole disputata contro El Salvador. Ha partecipato alla Copa América 2011, durante il torneo realizza una rete contro la Paraguay nel 3-3 finale, dove a fine torneo con la nazionale Venezuelana arriva sino al 4º posto finale.
Viene convocato per la Copa América Centenario negli Stati Uniti. Segna nella gara vinta 1-0 contro l'Uruguay il 9 giugno 2016 al Lincoln Financial Field di Filadelfia. Il 9 giugno 2019 nell'amichevole disputata contro gli Stati Uniti realizza una doppietta, ciò da farlo diventare il miglior marcatore di tutti i tempi nella storia della Vinotinto. Il 19 novembre successivo realizza la sua prima tripletta in nazionale nell'amichevole vinta per 4-1 in casa del Giappone.
Il 17 ottobre 2023 raggiunge quota 100 presenze con la selezione venezuelana in occasione del successo per 3-0 contro il Cile, in cui ha realizzato la prima rete della sua squadra.

## Statistiche

### Presenze e reti nei club
Statistiche aggiornate al 10 maggio 2025.
| Stagione                     | Squadra                      | Campionato                   | Campionato | Campionato | Coppe nazionali | Coppe nazionali | Coppe nazionali | Coppe continentali | Coppe continentali | Coppe continentali | Altre coppe | Altre coppe | Altre coppe | Totale | Totale |
| Stagione                     | Squadra                      | Comp                         | Pres       | Reti       | Comp            | Pres            | Reti            | Comp               | Pres               | Reti               | Comp        | Pres        | Reti        | Pres   | Reti   |
| ---------------------------- | ---------------------------- | ---------------------------- | ---------- | ---------- | --------------- | --------------- | --------------- | ------------------ | ------------------ | ------------------ | ----------- | ----------- | ----------- | ------ | ------ |
| 2005-2006                    | Aragua                       | PD                           | 0          | 0          | CV              | 0               | 0               | -                  | -                  | -                  | -           | -           | -           | 0      | 0      |
| 2006-2007                    | Aragua                       | PD                           | 21         | 7          | CV              | 0               | 0               | -                  | -                  | -                  | -           | -           | -           | 21     | 7      |
| 2007-2008                    | Aragua                       | PD                           | 28         | 8          | CV              | 9               | 3               | -                  | -                  | -                  | -           | -           | -           | 37     | 11     |
| Totale Aragua                | Totale Aragua                | Totale Aragua                | 49         | 15         |                 | 9               | 3               |                    | -                  | -                  |             | -           | -           | 58     | 18     |
| 2008-2009                    | Las Palmas                   | SD                           | 10         | 0          | CR              | 0               | 0               | -                  | -                  | -                  | -           | -           | -           | 10     | 0      |
| 2009-2010                    | Las Palmas                   | SD                           | 36         | 10         | CR              | 1               | 2               | -                  | -                  | -                  | -           | -           | -           | 37     | 12     |
| Totale Las Palmas            | Totale Las Palmas            | Totale Las Palmas            | 46         | 10         |                 | 1               | 2               |                    | -                  | -                  |             | -           | -           | 47     | 12     |
| 2010-2011                    | Malaga                       | PD                           | 30         | 14         | CR              | 2               | 2               | -                  | -                  | -                  | -           | -           | -           | 32     | 16     |
| 2011-2012                    | Malaga                       | PD                           | 36         | 11         | CR              | 3               | 0               | -                  | -                  | -                  | -           | -           | -           | 40     | 11     |
| Totale Malaga                | Totale Malaga                | Totale Malaga                | 67         | 25         |                 | 5               | 2               |                    | -                  | -                  |             | -           | -           | 72     | 27     |
| 2012-2013                    | Rubin                        | PL                           | 25         | 7          | KR              | 0               | 0               | UEL                | 12                 | 6                  | -           | -           | -           | 37     | 13     |
| 2013.-gen. 2014              | Rubin                        | PL                           | 11         | 6          | KR              | 0               | 0               | UEL                | 8                  | 6                  | -           | -           | -           | 19     | 12     |
| Totale Rubin                 | Totale Rubin                 | Totale Rubin                 | 36         | 13         |                 | 0               | 0               |                    | 20                 | 12                 |             | -           | -           | 56     | 25     |
| gen.-giu. 2014               | Zenit San Pietroburgo        | PL                           | 10         | 7          | KR              | 0               | 0               | UCL                | 2                  | 1                  | -           | -           | -           | 12     | 8      |
| 2014-2015                    | Zenit San Pietroburgo        | PL                           | 26         | 13         | KR              | 2               | 1               | UCL+UEL            | 10+6               | 3+3                | -           | -           | -           | 44     | 20     |
| ago. 2015                    | Zenit San Pietroburgo        | PL                           | 1          | 0          | KR              | 0               | 0               | UCL                | 0                  | 0                  | SR          | 1           | 0           | 2      | 0      |
| Totale Zenit San Pietroburgo | Totale Zenit San Pietroburgo | Totale Zenit San Pietroburgo | 37         | 20         |                 | 2               | 1               |                    | 18                 | 7                  |             | 1           | 0           | 58     | 28     |
| 2015-2016                    | West Bromwich                | PL                           | 34         | 9          | FACup+CdL       | 5+1             | 1+0             | -                  | -                  | -                  | -           | -           | -           | 40     | 10     |
| 2016-2017                    | West Bromwich                | PL                           | 38         | 8          | FACup+CdL       | 1+1             | 0               | -                  | -                  | -                  | -           | -           | -           | 40     | 8      |
| 2017-2018                    | West Bromwich                | PL                           | 36         | 7          | FACup+CdL       | 2+2             | 2+1             | -                  | -                  | -                  | -           | -           | -           | 40     | 10     |
| Totale West Bromwich         | Totale West Bromwich         | Totale West Bromwich         | 108        | 24         |                 | 12              | 4               |                    | -                  | -                  |             | -           | -           | 120    | 28     |
| 2018-2019                    | Newcastle Utd                | PL                           | 32         | 11         | FACup+CdL       | 0+1             | 0+1             | -                  | -                  | -                  | -           | -           | -           | 33     | 12     |
| 2019                         | Dalian Pro                   | CSL                          | 11         | 5          | CC              | 1               | 0               | -                  | -                  | -                  | -           | -           | -           | 12     | 5      |
| 2020                         | Dalian Pro                   | CSL                          | 16         | 9          | CC              | 0               | 0               | -                  | -                  | -                  | -           | -           | -           | 16     | 9      |
| Totale Dalian Pro            | Totale Dalian Pro            | Totale Dalian Pro            | 27         | 14         |                 | 1               | 0               |                    | -                  | -                  |             | -           | -           | 28     | 14     |
| gen.-giu. 2021               | CSKA Mosca                   | PL                           | 10         | 4          | KR              | 3               | 0               | -                  | -                  | -                  | -           | -           | -           | 13     | 4      |
| 2021-2022                    | Everton                      | PL                           | 20         | 1          | FACup+CdL       | 2+1             | 2+0             | -                  | -                  | -                  | -           | -           | -           | 23     | 3      |
| 2022-gen. 2023               | Everton                      | PL                           | 7          | 0          | FACup+CdL       | 0+1             | 0               | -                  | -                  | -                  | -           | -           | -           | 8      | 0      |
| Totale Everton               | Totale Everton               | Totale Everton               | 27         | 1          |                 | 4               | 2               |                    | -                  | -                  |             | -           | -           | 31     | 3      |
| 2023                         | River Plate                  | PL                           | 17         | 4          | CA+CdL          | 1+14            | 0+6             | CL                 | 2                  | 0                  | -           | -           | -           | 34     | 10     |
| gen.-giu. 2024               | Pachuca                      | PD                           | 21         | 10         | -               | -               | -               | CCC                | 7                  | 9                  | -           | -           | -           | 28     | 19     |
| 2024-2025                    | Pachuca                      | PD                           | 33         | 15         | -               | -               | -               | -                  | -                  | -                  | LC+CI+CmC   | 3+3+0       | 1+1+0       | 39     | 17     |
| Totale Pachuca               | Totale Pachuca               | Totale Pachuca               | 54         | 25         |                 | -               | -               |                    | 7                  | 9                  |             | 6           | 2           | 67     | 36     |
| Totale carriera              | Totale carriera              | Totale carriera              | 510        | 166        |                 | 53              | 21              |                    | 47                 | 28                 |             | 7           | 2           | 618    | 217    |

### Cronologia presenze e reti in nazionale
| Cronologia completa delle presenze e delle reti in nazionale ― Venezuela | Cronologia completa delle presenze e delle reti in nazionale ― Venezuela | Cronologia completa delle presenze e delle reti in nazionale ― Venezuela | Cronologia completa delle presenze e delle reti in nazionale ― Venezuela | Cronologia completa delle presenze e delle reti in nazionale ― Venezuela | Cronologia completa delle presenze e delle reti in nazionale ― Venezuela | Cronologia completa delle presenze e delle reti in nazionale ― Venezuela | Cronologia completa delle presenze e delle reti in nazionale ― Venezuela |
| Data                                                                     | Città                                                                    | In casa                                                                  | Risultato                                                                | Ospiti                                                                   | Competizione                                                             | Reti                                                                     | Note                                                                     |
| ------------------------------------------------------------------------ | ------------------------------------------------------------------------ | ------------------------------------------------------------------------ | ------------------------------------------------------------------------ | ------------------------------------------------------------------------ | ------------------------------------------------------------------------ | ------------------------------------------------------------------------ | ------------------------------------------------------------------------ |
| 3-2-2008                                                                 | Maturín                                                                  | Venezuela                                                                | 1 – 0                                                                    | Haiti                                                                    | Amichevole                                                               | -                                                                        | 63’ 71’                                                                  |
| 6-2-2008                                                                 | Puerto La Cruz                                                           | Venezuela                                                                | 1 – 1                                                                    | Haiti                                                                    | Amichevole                                                               | -                                                                        | 71’                                                                      |
| 23-3-2008                                                                | Puerto La Cruz                                                           | Venezuela                                                                | 1 – 0                                                                    | El Salvador                                                              | Amichevole                                                               | 1                                                                        | 76’                                                                      |
| 11-2-2009                                                                | Maturín                                                                  | Venezuela                                                                | 2 – 1                                                                    | Guatemala                                                                | Amichevole                                                               | 1                                                                        | 89’                                                                      |
| 24-6-2009                                                                | Atlanta                                                                  | Messico                                                                  | 4 – 0                                                                    | Venezuela                                                                | Amichevole                                                               | -                                                                        | 81’                                                                      |
| 27-6-2009                                                                | San José                                                                 | Costa Rica                                                               | 1 – 0                                                                    | Venezuela                                                                | Amichevole                                                               | -                                                                        | 72’                                                                      |
| 11-8-2010                                                                | Panama                                                                   | Panama                                                                   | 3 – 1                                                                    | Venezuela                                                                | Amichevole                                                               | -                                                                        | 69’                                                                      |
| 3-9-2010                                                                 | Puerto La Cruz                                                           | Venezuela                                                                | 0 – 2                                                                    | Colombia                                                                 | Amichevole                                                               | -                                                                        | 68’                                                                      |
| 7-9-2010                                                                 | Barquisimeto                                                             | Venezuela                                                                | 1 – 0                                                                    | Ecuador                                                                  | Amichevole                                                               | -                                                                        | 66’                                                                      |
| 9-2-2011                                                                 | Puerto La Cruz                                                           | Venezuela                                                                | 2 – 2                                                                    | Costa Rica                                                               | Amichevole                                                               | 2                                                                        | 45’                                                                      |
| 3-7-2011                                                                 | La Plata                                                                 | Brasile                                                                  | 0 – 0                                                                    | Venezuela                                                                | Coppa America 2011 - 1º turno                                            | -                                                                        | 61’ 63’                                                                  |
| 9-7-2011                                                                 | Salta                                                                    | Venezuela                                                                | 1 – 0                                                                    | Ecuador                                                                  | Coppa America 2011 - 1º turno                                            | -                                                                        | 75’                                                                      |
| 13-7-2011                                                                | Salta                                                                    | Paraguay                                                                 | 3 – 3                                                                    | Venezuela                                                                | Coppa America 2011 - 1º turno                                            | 1                                                                        |                                                                          |
| 17-7-2011                                                                | San Juan                                                                 | Cile                                                                     | 1 – 2                                                                    | Venezuela                                                                | Coppa America 2011 - Quarti di finale                                    | -                                                                        | 59’                                                                      |
| 20-7-2011                                                                | Mendoza                                                                  | Paraguay                                                                 | 0 – 0 dts (5 - 3 dtr)                                                    | Venezuela                                                                | Coppa America 2011 - Semifinale                                          | -                                                                        |                                                                          |
| 23-7-2011                                                                | La Plata                                                                 | Perù                                                                     | 4 – 1                                                                    | Venezuela                                                                | Coppa America 2011 - Finale 3º Posto                                     | -                                                                        | 61’                                                                      |
| 2-9-2011                                                                 | Calcutta                                                                 | Venezuela                                                                | 0 – 1                                                                    | Argentina                                                                | Amichevole                                                               | -                                                                        |                                                                          |
| 11-10-2011                                                               | Puerto La Cruz                                                           | Venezuela                                                                | 1 – 0                                                                    | Argentina                                                                | Qual. Mondiali 2014                                                      | -                                                                        | 76’                                                                      |
| 11-11-2011                                                               | Barranquilla                                                             | Colombia                                                                 | 1 – 1                                                                    | Venezuela                                                                | Qual. Mondiali 2014                                                      | -                                                                        | 58’                                                                      |
| 15-11-2011                                                               | San Cristóbal                                                            | Venezuela                                                                | 1 – 0                                                                    | Bolivia                                                                  | Qual. Mondiali 2014                                                      | -                                                                        | 19’                                                                      |
| 29-2-2012                                                                | Malaga                                                                   | Spagna                                                                   | 5 – 0                                                                    | Venezuela                                                                | Amichevole                                                               | -                                                                        | 77’                                                                      |
| 23-5-2012                                                                | Puerto Ordaz                                                             | Venezuela                                                                | 4 – 0                                                                    | Moldavia                                                                 | Amichevole                                                               | 2                                                                        | 46’                                                                      |
| 2-6-2012                                                                 | Montevideo                                                               | Uruguay                                                                  | 1 – 1                                                                    | Venezuela                                                                | Qual. Mondiali 2014                                                      | 1                                                                        |                                                                          |
| 9-6-2012                                                                 | Puerto La Cruz                                                           | Venezuela                                                                | 0 – 2                                                                    | Cile                                                                     | Qual. Mondiali 2014                                                      | -                                                                        |                                                                          |
| 7-9-2012                                                                 | Lima                                                                     | Perù                                                                     | 2 – 1                                                                    | Venezuela                                                                | Qual. Mondiali 2014                                                      | -                                                                        | 69’                                                                      |
| 11-9-2012                                                                | Asunción                                                                 | Paraguay                                                                 | 0 – 2                                                                    | Venezuela                                                                | Qual. Mondiali 2014                                                      | 2                                                                        |                                                                          |
| 16-10-2012                                                               | Puerto La Cruz                                                           | Venezuela                                                                | 1 – 1                                                                    | Ecuador                                                                  | Qual. Mondiali 2014                                                      | -                                                                        |                                                                          |
| 14-11-2012                                                               | Miami                                                                    | Venezuela                                                                | 1 – 3                                                                    | Nigeria                                                                  | Amichevole                                                               | -                                                                        | 56’ 86’                                                                  |
| 22-3-2013                                                                | Buenos Aires                                                             | Argentina                                                                | 3 – 0                                                                    | Venezuela                                                                | Qual. Mondiali 2014                                                      | -                                                                        | 80’                                                                      |
| 26-3-2013                                                                | Puerto Ordaz                                                             | Venezuela                                                                | 1 – 0                                                                    | Colombia                                                                 | Qual. Mondiali 2014                                                      | 1                                                                        | 30’                                                                      |
| 11-6-2013                                                                | Puerto Ordaz                                                             | Venezuela                                                                | 0 – 1                                                                    | Uruguay                                                                  | Qual. Mondiali 2014                                                      | -                                                                        |                                                                          |
| 14-8-2013                                                                | San Cristóbal                                                            | Venezuela                                                                | 2 – 2                                                                    | Bolivia                                                                  | Amichevole                                                               | -                                                                        |                                                                          |
| 6-9-2013                                                                 | Santiago del Cile                                                        | Cile                                                                     | 3 – 0                                                                    | Venezuela                                                                | Qual. Mondiali 2014                                                      | -                                                                        |                                                                          |
| 10-9-2013                                                                | Puerto La Cruz                                                           | Venezuela                                                                | 3 – 2                                                                    | Perù                                                                     | Qual. Mondiali 2014                                                      | 1                                                                        |                                                                          |
| 5-9-2014                                                                 | Bucheon                                                                  | Corea del Sud                                                            | 3 – 1                                                                    | Venezuela                                                                | Amichevole                                                               | -                                                                        | 74’                                                                      |
| 9-9-2014                                                                 | Yokohama                                                                 | Giappone                                                                 | 2 – 2                                                                    | Venezuela                                                                | Amichevole                                                               | -                                                                        | 80’                                                                      |
| 27-3-2015                                                                | Kingston                                                                 | Giamaica                                                                 | 2 – 1                                                                    | Venezuela                                                                | Amichevole                                                               | -                                                                        |                                                                          |
| 31-3-2015                                                                | Fort Lauderdale                                                          | Perù                                                                     | 0 – 1                                                                    | Venezuela                                                                | Amichevole                                                               | -                                                                        | 90+2’                                                                    |
| 14-6-2015                                                                | Rancagua                                                                 | Colombia                                                                 | 0 – 1                                                                    | Venezuela                                                                | Coppa America 2015 - 1º turno                                            | 1                                                                        |                                                                          |
| 18-6-2015                                                                | Valparaíso                                                               | Perù                                                                     | 1 – 0                                                                    | Venezuela                                                                | Coppa America 2015 - 1º turno                                            | -                                                                        |                                                                          |
| 21-6-2015                                                                | Santiago del Cile                                                        | Brasile                                                                  | 2 – 1                                                                    | Venezuela                                                                | Coppa America 2015 - 1º turno                                            | -                                                                        |                                                                          |
| 4-9-2015                                                                 | Puerto Ordaz                                                             | Venezuela                                                                | 0 – 3                                                                    | Honduras                                                                 | Amichevole                                                               | -                                                                        | 87’                                                                      |
| 8-9-2015                                                                 | Puerto Ordaz                                                             | Venezuela                                                                | 1 – 1                                                                    | Panama                                                                   | Amichevole                                                               | 1                                                                        |                                                                          |
| 8-10-2015                                                                | Puerto Ordaz                                                             | Venezuela                                                                | 0 – 1                                                                    | Paraguay                                                                 | Qual. Mondiali 2018                                                      | -                                                                        | 90’                                                                      |
| 13-10-2015                                                               | Fortaleza                                                                | Brasile                                                                  | 3 – 1                                                                    | Venezuela                                                                | Qual. Mondiali 2018                                                      | -                                                                        |                                                                          |
| 17-11-2015                                                               | Puerto Ordaz                                                             | Venezuela                                                                | 1 – 3                                                                    | Ecuador                                                                  | Qual. Mondiali 2018                                                      | -                                                                        |                                                                          |
| 24-3-2016                                                                | Lima                                                                     | Perù                                                                     | 2 – 2                                                                    | Venezuela                                                                | Qual. Mondiali 2018                                                      | -                                                                        | 87’                                                                      |
| 27-5-2016                                                                | San José                                                                 | Costa Rica                                                               | 2 – 1                                                                    | Venezuela                                                                | Amichevole                                                               | 1                                                                        |                                                                          |
| 1-6-2016                                                                 | Fort Lauderdale                                                          | Guatemala                                                                | 1 – 1                                                                    | Venezuela                                                                | Amichevole                                                               | 1                                                                        |                                                                          |
| 5-6-2016                                                                 | Chicago                                                                  | Giamaica                                                                 | 0 – 1                                                                    | Venezuela                                                                | Coppa America Centenario - 1º turno                                      | -                                                                        |                                                                          |
| 9-6-2016                                                                 | Filadelfia                                                               | Uruguay                                                                  | 0 – 1                                                                    | Venezuela                                                                | Coppa America Centenario - 1º turno                                      | 1                                                                        | 78’                                                                      |
| 13-6-2016                                                                | Houston                                                                  | Messico                                                                  | 1 – 1                                                                    | Venezuela                                                                | Coppa America Centenario - 1º turno                                      | -                                                                        | 78’                                                                      |
| 18-6-2016                                                                | Foxborough                                                               | Argentina                                                                | 4 – 1                                                                    | Venezuela                                                                | Coppa America Centenario - Quarti di finale                              | 1                                                                        | 77’                                                                      |
| 1-9-2016                                                                 | Barranquilla                                                             | Colombia                                                                 | 2 – 0                                                                    | Venezuela                                                                | Qual. Mondiali 2018                                                      | -                                                                        |                                                                          |
| 6-9-2016                                                                 | Mérida                                                                   | Venezuela                                                                | 2 – 2                                                                    | Argentina                                                                | Qual. Mondiali 2018                                                      | -                                                                        |                                                                          |
| 6-10-2016                                                                | Montevideo                                                               | Uruguay                                                                  | 3 – 0                                                                    | Venezuela                                                                | Qual. Mondiali 2018                                                      | -                                                                        |                                                                          |
| 11-10-2016                                                               | Mérida                                                                   | Venezuela                                                                | 0 – 2                                                                    | Brasile                                                                  | Qual. Mondiali 2018                                                      | -                                                                        |                                                                          |
| 23-3-2017                                                                | Maturín                                                                  | Venezuela                                                                | 2 – 2                                                                    | Perù                                                                     | Qual. Mondiali 2018                                                      | -                                                                        |                                                                          |
| 28-3-2017                                                                | Santiago del Cile                                                        | Cile                                                                     | 3 – 1                                                                    | Venezuela                                                                | Qual. Mondiali 2018                                                      | 1                                                                        |                                                                          |
| 3-6-2017                                                                 | Sandy                                                                    | Stati Uniti                                                              | 1 – 1                                                                    | Venezuela                                                                | Amichevole                                                               | -                                                                        | cap. 90+3’                                                               |
| 8-6-2017                                                                 | Boca Raton                                                               | Ecuador                                                                  | 1 – 1                                                                    | Venezuela                                                                | Amichevole                                                               | -                                                                        | cap.                                                                     |
| 31-8-2017                                                                | San Cristóbal                                                            | Venezuela                                                                | 0 – 0                                                                    | Colombia                                                                 | Qual. Mondiali 2018                                                      | -                                                                        |                                                                          |
| 5-9-2017                                                                 | Buenos Aires                                                             | Argentina                                                                | 1 – 1                                                                    | Venezuela                                                                | Qual. Mondiali 2018                                                      | -                                                                        | cap. 82’                                                                 |
| 5-10-2017                                                                | San Cristóbal                                                            | Venezuela                                                                | 0 – 0                                                                    | Uruguay                                                                  | Qual. Mondiali 2018                                                      | -                                                                        |                                                                          |
| 10-10-2017                                                               | Asunción                                                                 | Paraguay                                                                 | 0 – 1                                                                    | Venezuela                                                                | Qual. Mondiali 2018                                                      | -                                                                        |                                                                          |
| 13-11-2017                                                               | Nimega                                                                   | Venezuela                                                                | 0 – 1                                                                    | Iran                                                                     | Amichevole                                                               | -                                                                        | cap.                                                                     |
| 7-9-2018                                                                 | Miami                                                                    | Venezuela                                                                | 1 – 2                                                                    | Colombia                                                                 | Amichevole                                                               | -                                                                        |                                                                          |
| 11-9-2018                                                                | Panama                                                                   | Panama                                                                   | 0 – 2                                                                    | Venezuela                                                                | Amichevole                                                               | 2                                                                        | 56’                                                                      |
| 16-11-2018                                                               | Ōita                                                                     | Giappone                                                                 | 1 – 1                                                                    | Venezuela                                                                | Amichevole                                                               | -                                                                        | 66’                                                                      |
| 20-11-2018                                                               | Doha                                                                     | Iran                                                                     | 1 – 1                                                                    | Venezuela                                                                | Amichevole                                                               | -                                                                        | 73’                                                                      |
| 22-3-2019                                                                | Madrid                                                                   | Argentina                                                                | 1 – 3                                                                    | Venezuela                                                                | Amichevole                                                               | 1                                                                        | 56’ 72’                                                                  |
| 5-6-2019                                                                 | Atlanta                                                                  | Messico                                                                  | 3 – 1                                                                    | Venezuela                                                                | Amichevole                                                               | -                                                                        | 46’                                                                      |
| 9-6-2019                                                                 | Cincinnati                                                               | Stati Uniti                                                              | 0 – 3                                                                    | Venezuela                                                                | Amichevole                                                               | 2                                                                        | 79’                                                                      |
| 15-6-2019                                                                | Porto Alegre                                                             | Venezuela                                                                | 0 – 0                                                                    | Perù                                                                     | Coppa America 2019 - 1º turno                                            | -                                                                        |                                                                          |
| 18-6-2019                                                                | Salvador                                                                 | Brasile                                                                  | 0 – 0                                                                    | Venezuela                                                                | Coppa America 2019 - 1º turno                                            | -                                                                        | 85’                                                                      |
| 22-6-2019                                                                | Belo Horizonte                                                           | Bolivia                                                                  | 1 – 3                                                                    | Venezuela                                                                | Coppa America 2019 - 1º turno                                            | -                                                                        | 86’                                                                      |
| 28-6-2019                                                                | Rio de Janeiro                                                           | Venezuela                                                                | 0 – 2                                                                    | Argentina                                                                | Coppa America 2019 - Quarti di finale                                    | -                                                                        | 44’                                                                      |
| 10-10-2019                                                               | Caracas                                                                  | Venezuela                                                                | 4 – 1                                                                    | Bolivia                                                                  | Amichevole                                                               | 2                                                                        | 89’                                                                      |
| 14-10-2019                                                               | Caracas                                                                  | Venezuela                                                                | 2 – 0                                                                    | Trinidad e Tobago                                                        | Amichevole                                                               | 1                                                                        | 78’                                                                      |
| 19-11-2019                                                               | Suita                                                                    | Giappone                                                                 | 1 – 4                                                                    | Venezuela                                                                | Amichevole                                                               | 3                                                                        | 90’                                                                      |
| 14-11-2020                                                               | San Paolo                                                                | Brasile                                                                  | 1 – 0                                                                    | Venezuela                                                                | Qual. Mondiali 2022                                                      | -                                                                        |                                                                          |
| 17-11-2020                                                               | Caracas                                                                  | Venezuela                                                                | 2 – 1                                                                    | Cile                                                                     | Qual. Mondiali 2022                                                      | 1                                                                        | cap.                                                                     |
| 28-1-2022                                                                | Barinas                                                                  | Venezuela                                                                | 4 – 1                                                                    | Bolivia                                                                  | Qual. Mondiali 2022                                                      | 3                                                                        | 70’                                                                      |
| 1-2-2022                                                                 | Montevideo                                                               | Uruguay                                                                  | 4 – 1                                                                    | Venezuela                                                                | Qual. Mondiali 2022                                                      | -                                                                        | 80’                                                                      |
| 24-3-2022                                                                | Buenos Aires                                                             | Argentina                                                                | 3 – 0                                                                    | Venezuela                                                                | Qual. Mondiali 2022                                                      | -                                                                        | cap. 88’                                                                 |
| 29-3-2022                                                                | Ciudad Guayana                                                           | Venezuela                                                                | 0 – 1                                                                    | Colombia                                                                 | Qual. Mondiali 2022                                                      | -                                                                        |                                                                          |
| 1-6-2022                                                                 | Ta' Qali                                                                 | Malta                                                                    | 0 – 1                                                                    | Venezuela                                                                | Amichevole                                                               | 1                                                                        | cap. 80’                                                                 |
| 9-6-2022                                                                 | Murcia                                                                   | Arabia Saudita                                                           | 0 – 1                                                                    | Venezuela                                                                | Amichevole                                                               | -                                                                        | 72’                                                                      |
| 22-9-2022                                                                | Maria Enzersdorf                                                         | Venezuela                                                                | 0 – 1                                                                    | Islanda                                                                  | Amichevole                                                               | -                                                                        | cap. 76’                                                                 |
| 27-9-2022                                                                | Wiener Neustadt                                                          | Emirati Arabi Uniti                                                      | 0 – 4                                                                    | Venezuela                                                                | Amichevole                                                               | 1                                                                        | cap. 46’                                                                 |
| 15-11-2022                                                               | Sharja                                                                   | Venezuela                                                                | 2 – 2                                                                    | Panama                                                                   | Amichevole                                                               | 1                                                                        | cap.                                                                     |
| 20-11-2022                                                               | Dubai                                                                    | Siria                                                                    | 1 – 2                                                                    | Venezuela                                                                | Amichevole                                                               | 1                                                                        | cap.                                                                     |
| 24-3-2023                                                                | Gedda                                                                    | Arabia Saudita                                                           | 1 – 2                                                                    | Venezuela                                                                | Amichevole                                                               | 1                                                                        | 39’                                                                      |
| 28-3-2023                                                                | Gedda                                                                    | Uzbekistan                                                               | 1 – 1                                                                    | Venezuela                                                                | Amichevole                                                               | -                                                                        | cap. 64’                                                                 |
| 15-6-2023                                                                | Washington                                                               | Venezuela                                                                | 1 – 0                                                                    | Honduras                                                                 | Amichevole                                                               | -                                                                        | cap. 86’                                                                 |
| 18-6-2023                                                                | East Hartford                                                            | Venezuela                                                                | 1 – 0                                                                    | Guatemala                                                                | Amichevole                                                               | -                                                                        | 46’                                                                      |
| 7-9-2023                                                                 | Barranquilla                                                             | Colombia                                                                 | 1 – 0                                                                    | Venezuela                                                                | Qual. Mondiali 2026                                                      | -                                                                        | 78’                                                                      |
| 12-9-2023                                                                | Maturín                                                                  | Venezuela                                                                | 1 – 0                                                                    | Paraguay                                                                 | Qual. Mondiali 2026                                                      | 1                                                                        | cap.                                                                     |
| 12-10-2023                                                               | Cuiabá                                                                   | Brasile                                                                  | 1 – 1                                                                    | Venezuela                                                                | Qual. Mondiali 2026                                                      | -                                                                        |                                                                          |
| 17-10-2023                                                               | Maturín                                                                  | Venezuela                                                                | 3 – 0                                                                    | Cile                                                                     | Qual. Mondiali 2026                                                      | 1                                                                        | cap. 87’                                                                 |
| 16-11-2023                                                               | Maturín                                                                  | Venezuela                                                                | 0 – 0                                                                    | Ecuador                                                                  | Qual. Mondiali 2026                                                      | -                                                                        | cap.                                                                     |
| 21-11-2023                                                               | Lima                                                                     | Perù                                                                     | 1 – 1                                                                    | Venezuela                                                                | Qual. Mondiali 2026                                                      | -                                                                        | cap. 85’                                                                 |
| 21-3-2024                                                                | Fort Lauderdale                                                          | Venezuela                                                                | 1 – 2                                                                    | Italia                                                                   | Amichevole                                                               | -                                                                        | Cap.                                                                     |
| 24-3-2024                                                                | Houston                                                                  | Guatemala                                                                | 0 – 0                                                                    | Venezuela                                                                | Amichevole                                                               | -                                                                        | 46’                                                                      |
| 22-6-2024                                                                | Santa Clara                                                              | Ecuador                                                                  | 1 – 2                                                                    | Venezuela                                                                | Coppa America 2024 - 1º turno                                            | -                                                                        | cap. 84’                                                                 |
| 26-6-2024                                                                | Inglewood                                                                | Venezuela                                                                | 1 – 0                                                                    | Messico                                                                  | Coppa America 2024 - 1º turno                                            | 1                                                                        | cap. 82’                                                                 |
| 30-6-2024                                                                | Austin                                                                   | Giamaica                                                                 | 0 – 3                                                                    | Venezuela                                                                | Coppa America 2024 - 1º turno                                            | 1                                                                        | cap. 81’                                                                 |
| 5-7-2024                                                                 | Arlington                                                                | Venezuela                                                                | 1 – 1 (3 – 4 dtr)                                                        | Canada                                                                   | Coppa America 2024 - Quarti di finale                                    | 1                                                                        | cap.                                                                     |
| 5-9-2024                                                                 | El Alto                                                                  | Bolivia                                                                  | 4 – 0                                                                    | Venezuela                                                                | Qual. Mondiali 2026                                                      | -                                                                        | cap.                                                                     |
| 10-9-2024                                                                | Maturín                                                                  | Venezuela                                                                | 0 – 0                                                                    | Uruguay                                                                  | Qual. Mondiali 2026                                                      | -                                                                        | cap. 90+1’                                                               |
| 10-10-2024                                                               | Maturín                                                                  | Venezuela                                                                | 1 – 1                                                                    | Argentina                                                                | Qual. Mondiali 2026                                                      | 1                                                                        |                                                                          |
| 15-10-2024                                                               | Asuncion                                                                 | Paraguay                                                                 | 2 – 1                                                                    | Venezuela                                                                | Qual. Mondiali 2026                                                      | -                                                                        | cap.                                                                     |
| 14-11-2024                                                               | Maturin                                                                  | Venezuela                                                                | 1 – 1                                                                    | Brasile                                                                  | Qual. Mondiali 2026                                                      | -                                                                        | cap. 81’                                                                 |
| 19-11-2024                                                               | Santiago del Cile                                                        | Cile                                                                     | 4 – 2                                                                    | Venezuela                                                                | Qual. Mondiali 2026                                                      | -                                                                        | 71’                                                                      |
| 21-3-2025                                                                | Quito                                                                    | Ecuador                                                                  | 2 – 1                                                                    | Venezuela                                                                | Qual. Mondiali 2026                                                      | -                                                                        | cap. 61’                                                                 |
| 25-3-2025                                                                | Maturín                                                                  | Venezuela                                                                | 1 – 0                                                                    | Perù                                                                     | Qual. Mondiali 2026                                                      | 1                                                                        | cap. 78’                                                                 |
| 6-6-2025                                                                 | Maturín                                                                  | Venezuela                                                                | 2 – 0                                                                    | Bolivia                                                                  | Qual. Mondiali 2026                                                      | 1                                                                        | cap. 90’                                                                 |
| 10-6-2025                                                                | Montevideo                                                               | Uruguay                                                                  | 2 – 0                                                                    | Venezuela                                                                | Qual. Mondiali 2026                                                      | -                                                                        | cap.                                                                     |
| Totale                                                                   |                                                                          | Presenze (3º posto)                                                      | 118                                                                      |                                                                          | Reti (1º posto)                                                          | 47                                                                       |                                                                          |

## Palmarès

### Club

#### Competizioni nazionali
- Coppa del Venezuela: 1

Aragua: 2007-2008
- Campionato russo: 1

Zenit San Pietroburgo: 2014-2015
- Supercoppa di Russia: 1

Zenit San Pietroburgo: 2015
- Campionato argentino: 1

River Plate: 2023

#### Competizioni internazionali
- CONCACAF Champions League: 1

Pachuca: 2024
- Derby delle Americhe: 1

Pachuca: 2024
- Coppa Intercontinentale FIFA - Challenger Cup: 1

Pachuca: 2024

### Individuale
- Miglior giocatore della CONCACAF Champions Cup: 1

2024
- Squadra della stagione della CONCACAF Champions Cup: 1

2024
- Capocannoniere della CONCACAF Champions Cup: 1

2024 (9 reti)